# Biakmangrovezanger
De biakmangrovezanger (Gerygone hypoxantha) is een zangvogel uit de familie Acanthizidae (Australische zangers).

## Kenmerken
De vogel is 10 cm. Het is een onopvallend, klein vogeltje met een bleekgele borst en buik en grijsbruin van boven. De oorstreek is wit en om het oog zit een lichte, deels onderbroken oogring. De vogel heeft een relatief lange snavel. De vogel maakt weinig geluid en is daarom lastig waarneembaar.

## Verspreiding en leefgebied
Deze soort is endemisch op het eiland Biak (provincie Papoea, Indonesië). De leefgebieden liggen in oud secondair bos langs water en in mangrovebos.

## Status
De grootte van de populatie is in 2022 geschat op 15.000-45.000 volwassen vogels. Het verspreidingsgebied is klein en de aantallen nemen af door ontbossing. Op de Rode lijst van de IUCN heeft deze soort daarom de status gevoelig.